# Séry-Magneval
Séry-Magneval és un municipi francès, situat al departament de l'Oise i a la regió dels Alts de França. L'any 2007 tenia 293 habitants.

## Demografia

### Població
El 2007 la població de fet de Séry-Magneval era de 293 persones. Hi havia 100 famílies de les quals 16 eren unipersonals (12 homes vivint sols i 4 dones vivint soles), 32 parelles sense fills i 52 parelles amb fills.
La població ha evolucionat segons el següent gràfic:
Habitants censats

### Habitatges
El 2007 hi havia 113 habitatges, 99 eren l'habitatge principal de la família, 10 eren segones residències i 4 estaven desocupats. Tots els 113 habitatges eren cases. Dels 99 habitatges principals, 89 estaven ocupats pels seus propietaris, 7 estaven llogats i ocupats pels llogaters i 3 estaven cedits a títol gratuït; 2 tenien una cambra, 3 en tenien dues, 14 en tenien tres, 21 en tenien quatre i 59 en tenien cinc o més. 77 habitatges disposaven pel capbaix d'una plaça de pàrquing. A 33 habitatges hi havia un automòbil i a 63 n'hi havia dos o més.

### Piràmide de població
La piràmide de població per edats i sexe el 2009 era:
| Homes | Edats   | Dones |
| ----- | ------- | ----- |
| 0     | 95 o +  | 0     |
| 0     | 90 a 94 | 0     |
| 0     | 85 a 89 | 4     |
| 0     | 80 a 84 | 4     |
| 4     | 75 a 79 | 0     |
| 4     | 70 a 74 | 0     |
| 12    | 65 a 69 | 4     |
| 4     | 60 a 64 | 4     |
| 4     | 55 a 59 | 4     |
| 12    | 50 a 54 | 8     |
| 20    | 45 a 49 | 12    |
| 16    | 40 a 44 | 28    |
| 12    | 35 a 39 | 16    |
| 8     | 30 a 34 | 0     |
| 8     | 25 a 29 | 4     |
| 0     | 20 a 24 | 0     |
| 8     | 15 a 19 | 28    |
| 28    | 10 a 14 | 4     |
| 16    | 5 a 9   | 16    |
| 12    | 0 a 4   | 0     |

## Economia
El 2007 la població en edat de treballar era de 197 persones, 148 eren actives i 49 eren inactives. De les 148 persones actives 139 estaven ocupades (66 homes i 73 dones) i 9 estaven aturades (7 homes i 2 dones). De les 49 persones inactives 11 estaven jubilades, 29 estaven estudiant i 9 estaven classificades com a «altres inactius».

### Ingressos
El 2009 a Séry-Magneval hi havia 100 unitats fiscals que integraven 294 persones, la mediana anual d'ingressos fiscals per persona era de 21.594 €.

### Activitats econòmiques
Dels 5 establiments que hi havia el 2007, 1 era d'una empresa financera, 2 d'empreses de serveis i 2 d'empreses classificades com a «altres activitats de serveis».
L'únic servei als particulars que hi havia el 2009 era un saló de bellesa.

## Equipaments sanitaris i escolars
El 2009 hi havia una escola elemental integrada dins d'un grup escolar amb les comunes properes formant una escola dispersa.

## Poblacions més properes
El següent diagrama mostra les poblacions més properes.